# Diego de Simancas

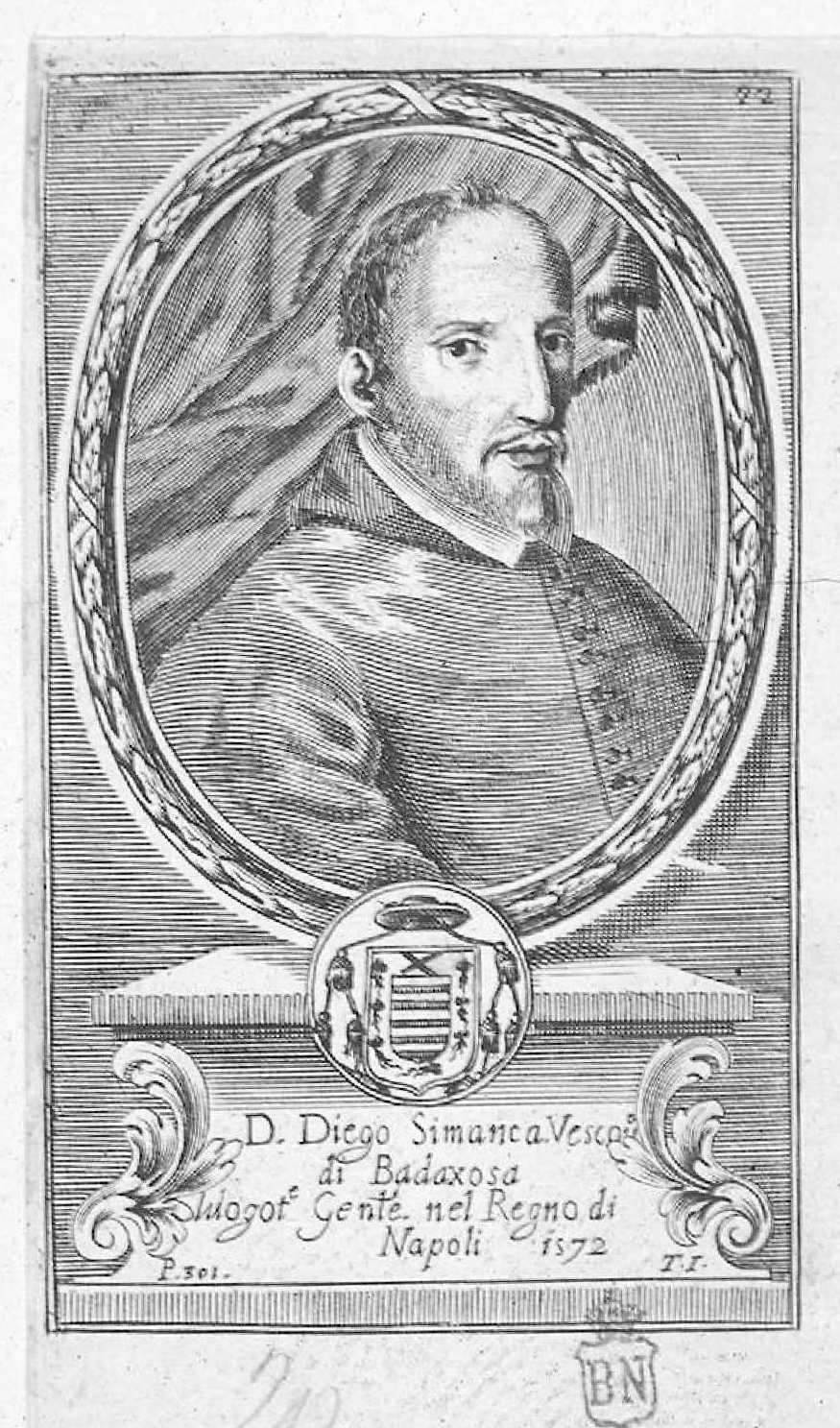
Diego Simancas. Grabado calcográfico anónimo recogido en Teatro eroico, e politico de'governi de'Vicere del Regno de Napoli, de Domenico Antonio Parrino, Nápoles, 1692-1695. Biblioteca Nacional de España.

Diego de Simancas Simancas (Córdoba, ? - Zamora, 1583) fue obispo de Ciudad Rodrigo (1565-1569), obispo electo de Badajoz (1569-1579) y obispo de Zamora (1579-1583).

## Biografía
Se duda de su nacimiento si fue en Córdoba y cursó sus brillantes estudios en el Colegio Mayor de Santa Cruz de Salamanca, y llegó a ser más tarde catedrático de Derecho Civil de la Universidad de Valladolid; posteriormente fue canónigo y oidor. Intervino en la causa seguida contra el arzobispo de Toledo, fray Bartolomé de Carranza O. P., entre los años 1559 y 1567, y del que fue uno de los más acérrimos acusadores, por orden y en representación del inquisidor general Fernando Valdés, arzobispo de Sevilla. Posteriormente fue elevado al orden episcopal, llegando a ser obispo de Ciudad Rodrigo entre los años 1565 y 1569. Posteriormente fue nombrado obispo de Badajoz, cargo que ocupó entre los años 1569 y 1579. Su último destino fue el Obispado de Zamora, que rigió entre los años 1579 y 1583. 
Falleció en Zamora en 1583 y fue sepultado en la capilla de los Simancas de la Mezquita-Catedral de Córdoba, en compañía de su hermano don Juan de Simancas Simancas, arzobispo de Cartagena de Indias, y de un tercer hermano de ambos, Francisco de Simancas Simancas, arcediano de Córdoba.